# 식객
《식객》(食客)은 만화가 허영만 화백의 작품으로, 갖가지 음식 및 요리 재료를 주제로 한 만화이다.

## 개요

### 연재
2002년 9월 2일부터 2008년 12월 17일까지 총 116개의 이야기가 1438회에 걸쳐 동아일보에 연재되었고, 쿡 인터넷존에서 연재를 진행하다가 2010년 3월 9일 연재를 종료하였다.

### 단행본과 드라마
단행본은 지금까지 총 27권 완간으로, 모두 김영사에서 출간되었으며, 본 작품을 극화한 SBS 월화 드라마로 2008년 상반기에 방영한 바 있다. 또한 KBS 2TV의 생활 정보 프로그램 《생생 정보통》에서도 요리정보코너 〈식객〉에 허영만 화백의 만화가 배경으로 사용된다.

### 식객에 대한 허영만 화백의 설명
2010년 5월 24일 마지막 27권 완간기념 기자간담회가 서울 태평로 파이낸스 센터에서 열었는데 이 간담회에서 허영만 화백은 “요즈음은 돈만 내면 아무 때나 제철에 상관없이 음식을 먹을 수 있기 때문에 사람들이 음식이 귀한 줄 모르는 것 같다”고 지적했다. “항상 밥상을 꼼꼼히 따져보는데 음식 쓰레기가 너무 나온다”며 “그렇기 때문에 음식을 너무 많이 먹으려고 하지 말아야 한다”고 권했다. “결국, 이 말은 제철 음식을 먹자는 이야기다. 거기서부터 ‘식객’ 연재가 시작됐다.”고 밝혔다.
그리고‘식객’은 만화임에도 음식 사진이 자주 등장한다. “칼싸움하는 만화는 손이 베일 수도 있을 것 같다는 착각이 들 정도로 칼을 날카롭게 그려야 한다”며 “음식 만화는 식욕을 북돋아야 하는데 그림은 한계가 있어 직접 찍은 사진을 사용하게 됐다”고 허영만 화백은 이와 덧붙여서 설명했다.

### 땀의 만화
식객은 허영만 화백의 수고가 담긴 만화이기도 하다. 실제로 허영만 화백은 호떡이야기에서 노숙인들의 이야기를 담아내기 위해 노숙인들과 하루종일 같이 돌아다니고, 그리스도인은 가난한 사람들에게 빵과 복음을 전해야 한다는 구세군 운동의 신념에 따라 노숙인들에게 음식과 쉴 곳을 제공하는 구세군 사회복지관장과 이야기를 하였으며, 밀 이야기를 하기 위해 우리 밀 보급운동을 한 가톨릭 농민회와 이야기하는 노고를 하였다.

## 등장인물
만화 《식객》(김영사)을 출처로 함.

### 성찬과 보광빌라 주민들
- 성찬

주연김강우(식객 극장판), 진구(식객: 김치전쟁), 김래원(식객 SBS 드라마판)
이 작품의 주인공. 전라남도 해남 출신의 청년으로 전국각지에 1톤 트럭을 몰고 다니면서 식자재 납품&판매하고 다닌다. 제철 음식을 싼 값에 판매하기에 고정적으로 납품받는 음식점도 많으며 일반 고객층도 제법 되는 편. 특히 성찬의 해박한 식재료에 대한 지식을 적극적으로 응용하기에 일반 고객층도 제법 된다. 이렇게 전국을 누비면서 각지의 맛집이나 숨은 식재료를 찾아내는게 즐거움인듯 하다.
사실 그는 전국에서 손꼽히는 유서깊은 한식 음식점인 운암정 출신의 요리사이다. 성찬씨가 보광빌라 주민들과 밥을 먹으면서 삶에서의 감사함을 느낀 일을 말한 이야기(식객여행 2번째)에는 성찬씨가 요리사가 된 이야기가 나온다. 전남 해남에서 부친으로부터 엄격하면서도 자상하게 밥상예절을 배우면서 잘 자랐다. 어릴적에 성찬씨와 형은 갈치를 싫어하는 가려먹음을 했고, 밥을 친구집에서 먹고 왔다는 거짓말을 하기에 이르렀다. 부친은 거짓말한 잘못에 대해서는 손을 드는 체벌로써 혼내셨지만, 아드님들에게 갈치먹는 방법을 재미있게 가르쳐주셨다. 운암정에서 요리사 면접시험으로 점심을 먹는 시험을 볼 때에 부친의 교육이 도움이 되었다. 그날 반찬이 갈치구이였는데, 갈치를 깔끔하게 먹는 성찬의 모습을 보면서, 오숙수는 "음식을 소중히 먹을 줄 안다면 요리를 할 자격이 있다."라고 생각했다.
운암정의 최고 주방장인 『대령숙수』 자리를 놓고 스승의 아들인 '오봉주'와 대립구도를 세웠는데, 실력면에선 성찬이 한수 위였다. 봉주는 당연히 아들인 자신이 대령숙수를 물려받을거라 자만하며, 공부를 게을리 하여 실력차이가 났다. 이후 최종승부를 앞두고 자신이 오씨 부자간의 일에 끼어들었다는 생각이 들자 제 발로 운암정을 떠났으며, 전국을 떠돌며 요리공부를 한 것으로 보인다.
작중에서 성찬의 요리에 대한 열정과 해박한 지식, 조리실력은 타의추종을 불허하며 주위 사람들을 즐겁게 한다. 성실하고 착한 성격이다보니 작중 대부분의 인물들이 그를 좋아한다. 가족으로는 부모와 딸 둘에 형이 있는데, 식객여행 2번째 중 성찬이 갈치를 소개하면서, 과거를 회상하는 장면에서 형이 등장한다. 작중에선 진수와의 러브라인이 자주 다뤄지더니, 연재분 후반부에 결혼에 골인한다. 집들이를 하는 이야기, 진수씨의 엄마와 이모들이 해주신 이바지음식(도미찜, 떡, 문어장식 등)을 시댁 어른들과 지역 공동체사람들이 나누어먹는 이야기가 나온다.
- 자운 선생

주연정진, 최종원
전대 대령숙수인 오봉주 숙수의 아버지와 절친한 친구사이인 노인. 사회적 소외자인 노숙인들의 친구. 서울역에서 점을 봐주면서 노숙생활을 하고 있다. 성찬, 오봉주 숙수의 도움을 받기도 하고, 둘의 경쟁도 이용해서 노숙인들을 돌보기도 한다. 예를 들어 꿩만두, 석류만두를 비롯한 고급만두를 성찬과 보광빌라 주민들에게 만들어달라고 부탁해서 설날에 같이 먹기도 하고, 간고등어 만들기 시합을 부추겨서 먹이기도 한다. 음식에 대한 지식이나 미각이 매우 뛰어나다. 실례로 일본에서 손님들이 운암정에 와서 다랑어잔치를 벌였는데,갈비뼈에 붙은 살을 긁어내서 육회를 해먹을 수 있음을 보여주기도 했다. 이때 요리사로 일하던 충청도 청년이 자운선생님의 권유대로 다랑어 요리사가 되어, 중년이 된 지금도 자운선생에게 예를 갖추어 대하고 있다. 성찬과 봉주가 깍듯하게 대할정도로 음식에 대한 지식과 미각이 뛰어난 전문가이다. 그래서 성찬과 봉주의 요리대결때 자주 심사관을 맡기도 하며, 작중 여러 가지 에피소드에서 뛰어난 식견을 보여주는 숨은 고수이다. 대기업 회장과 임원들이 여름철에 닭고기 잔치를 벌일 때 초대받아서 가셨는데, 닭이야기를 재미있게 들려주기도 했다. 단, 술을 절제하지 못해서, 성찬씨와 봉주씨가 두부대결을 벌이는 테레비방송에서 주정을 부리다가 쫓겨나기도 했다. 참고로 성찬이 살았던 보광 아파트의 할머니인 조향숙 여사와는 애인사이.
- 조향숙 여사

자운 선생의 애인. 살고 있던 보광빌라가 재개발로 인해 헐려(식객의 작가 허영만은 재개발로 인해 민중들이 살 곳을 잃어 버리고 본래 살던 곳에 돌아오지 못하는 자본주의의 구조적 문제, 곧 소외를 단행본 식객에서 말한 바 있다), 아들이 있는 미국으로 건너가 함께 생활하게 되었다. 처음에는 문화가 달라서 외로웠지만, 요리를 잘 해서 아들과 며느리가 감탄할만큼 친구들이 많이 생겼다. 아들 내외와 손자 제임스를 먹이려고 청국장을 끓였는데, 한국의 부산에서 산 경험 덕분에 한국 음식을 좋아하는 메기 아줌마가 찾아왔다. 청국장의 맛을 아는 메기 아줌마의 입소문 덕분에 이웃 사람들이 갈비, 김치, 청국장 같은 한국 음식들을 먹으려고 조여사댁에 모여든 것이다. 이를 보며 아들은 엄마에게 내가 사귄 미국친구들보다도 많은 친구들이 생겼다면서 좋아한다. 성찬은 조향숙 여사에게 직접 만든 엿을 선물로 보내는데, 덕분에 "일본군 위안부"할머니가 마음이 부드러워진다. 일본군의 전시 성폭력인 "일본군 위안부" 할머니들에 대한 무관심 때문에 조여사가 대접한 시루떡을 개들이 먹게 놔둘 정도로 한국과 등을 지고 살았던 할머니는 조여사가 놓고 간 엿을 먹으면서 눈물을 흘린다.
- 고재훈

성찬의 친구. 진정한 좌파지식인. 대학교에 다닐 적에 친구들과 헤겔의 변증법을 공부하고, 공장에 위장취업하여 연장노동을 하고도 통상임금의 0.5%로 셈하여(노동시간*시간급 통상임금*0.5, 근로기준법 참조)연장노동수당을 요구하지 못할만큼, 노동법에 무지한터라(근로기준법, 최저임금법등의 노동법은 노동조건의 최저기준이므로 노동자가 노동인권을 주장하고 지키려면 반드시 알아야 할 법이다. 식객에서는 고재훈씨와 친구들이 노동법에 무지하여 제 권리조차 모르는 노동자들에게 가르쳐드렸지만, 민주화된 지금은 민주노총의 법률원, 노동법상담소, 인천지역 노동자 권리찾기 사업단에서 노무사들과 변호사들이 법률학교,노동법강좌, 노동조합 법규자료집, 노동인권 수첩등으로써 노동자들에게 가르쳐드리고 있다.),자신들이 착취당한다는 사실을 깨닫지 못하던 노동자들에게 자본가의 착취에 저항해야 한다고 설득하여 노동운동을 하기도 했다. 결국 투쟁은 자본가과 결탁한 전두환 군사독재정권에 의해 진압당하고, 고씨도 형사들에게 벌거벗긴 채 하루종일 얻어맞아 온몸에 멍이 드는 인권유린을 당했다. 지금도 프티 부르주아가 된 친구에게 "초심을 잃지 마"라고 말하며 사회주의를 헌신적으로 실천하던 청년시절의 순수했던 마음을 잃지 않으려고 애쓰고 있다. 가족으로는 부인과 아들이 있다.
- 김경민

성찬의 친구. 문하생 생활을 마치고 만화가로서의 삶을 시작하면서부터 문화까지도 장사하는,돈벌이수단으로 여기는 자본주의의 천박함으로 인해 학습만화, 선배 만화가가 그린 만화의 마무리 등 닥치는 대로 일을 해야 하는 어려움을 겪었다. 틈틈이 홈페이지에 만화를 올렸고, 덕분에 그의 만화를 좋아하는 사람들이 생기기 시작했다. 만날 라면을 먹어서 영양실조에 걸릴 지경이었는데, 어느 여학생이 김밥을 가져다주어서 몸과 마음 모두 건강해졌던 것.
- 이호성 : 방송사 운전사 (실직). 살고 있던 집이 재개발로 헐려서 시골에 내려가 살고 있다. 개를 무서워 해서 성찬과 진수를 화해시키기 위한[5] 빙어 낚시 여행 때 진수가 키우는 강아지 진수성찬이 무서워 승합차 위에 올라가기도 했다. 결국 고씨의 제안으로 진수는 차 뒤쪽으로 자리를 옮긴다.

- 심재용

보광레스토랑(성찬을 비롯한 보광빌라 주민들의 식도락 모임) 멤버 중에서 가장 젊은 청년. 만년 백수. 그의 가장 빛나는 특기는 냄새를 아주 잘 감지한다는 것이다. (9편 홍어를 찾아서 -참새구이- )
- 진낙원 & 김창식

서로 만나기만 하면 싸운다. 특히 음식, 그것도 냉면이 싸움의 주요 원인이며, 국수의 육수를 낼 때 사용하는 생선을 가지고도 싸우고, 심지어는 비빔밥이냐 비빌밥이냐를 가지고도 싸운다. 둘 다 음악감상광이고 클래식 음악에 조예가 깊다. 허영만 작가는 진낙원과 김창식의 클래식에 대한 해박한 지식과 감각을 배경으로 열무 음식을 소개한다.

### 김진수 기자와 잡지사
- 김진수

주연이하나, 왕지혜, 남상미
레저와 요리를 콘텐츠로 하는 잡지사 Point지의 기자. 주로 요리에 대한 칼럼을 연재한다. 테드 오라는 한국계 미국인이 고향인 한국에 대학교 강의를 하러 왔는데, 부대찌개를 그리워했다. 성찬 씨가 먹을거리를 파는 트럭에 함께 타고 진수, 대학교 교수, 테드 오와 함께 의정부 시의 부대찌개 밥집을 찾아가는 등 먹을 거리를 주제로 이야기를 하면서 가까워졌다. 이러던 도중 성찬의 열정적인 구애로 연인이 되었으며, 성찬이 성탄절 선물로 준 강아지 진수성찬과 같이 산다. 연재분 후반부에 결국 성찬과 결혼하며 마지막엔 임신하였다.
- 국장

진수가 일하는 잡지사의 국장. 수십 년간 잡지사에서 일한 베테랑 편집자인 국장은 성찬이 운암정에서 일할 때 운암정을 찾아가 취재한 적이 있으므로 성찬의 과거에 대해 어느 정도 알고 있다. 나이가 젊은 진수가 요리에 대한 글을 잘 쓸 수 있을지 걱정하지만, 성찬의 도움으로 잡지사에 찾아온 일본 손님들에게 가마솥으로 지은 맛있는 밥과, 참기름을 바르지 않고 살짝 굽기만 하여 김 특유의 향이 있는 김을 대접하여, 일본 손님들이 한식 고유의 맛에 감탄하는 것을 보고 안심한다.

### 운암정
- 오봉주

주연임원희, 권오중
운암정의 주인이자 대령숙수. 과거에 성찬과는 대령숙수 전승을 두고 라이벌 관계였는데 사정이 나름 복잡하다. 봉주의 집안은 요리가 가업인 전통적인 요리사 집안이었다. 마지막 대령숙수였던 봉주의 할아버지가 일제강점기에 망국의 분노로 급사하자, 아버지가 그 뒤를 이어 요리사로 일했다. 시간이 지나 운암정을 이을 후계자를 정해야 되었는데, 문제는 아들인 봉주가 '아버님이 당연히 운암정을 물려주시겠지'라는 생각에 공부를 게을리하는 것이었다. 이를 걱정한 봉주의 아버지는 요리에 재능과 열정이 있는 성찬을 요리사로 고용해서 가르쳤고, 자극받은 봉주도 열심히 공부한다. 생태탕을 끓이게 해서 후계자를 정하기로 한 전날 밤, 성찬을 바라보는 눈빛이 불탈 만큼 극렬한 봉주의 경쟁심에 부담을 느끼고, 자신이 봉주와 그의 가족들 사이를 멀어지게 한다는 것을 눈치챈 성찬은 운암정을 나오지만 이들의 요리시합은 멈출 줄을 모른다. 얼핏보면 악당으로 보이나, 정정당당함을 추구하고, 부당함과 부정행위를 싫어하여 자신이 정당하게 경쟁하지 않았다고 생각되면 잘못을 인정할 줄을 아는 신사.
- 운전기사

봉주의 시중을 들던 운전기사. 봉주와 성찬의 요리대결 때 방앗간 사장을 매수하여 질이 낮은 수단 참기름을 짜게 한 사실이 드러나 오봉주 숙수에 의해 해고된다.
- 공민우

성찬과의 대게 대결에서 이긴 실력으로 운암정에 취직하였으나, 개에게 복어독을 먹인 이유로 해고당한다. 그 후 다른 복어집에서 진수가 일하는 잡지사를 찾아온 중국과 일본 작가들을 대상으로 복어독을 시험하는 무시무시한 일을 벌이다 그를 기억하는 성찬에게 발각되자 도망간다. 다시 성찬 앞에 모습을 드러냈을 때는, 복어 독으로 인하여 얼굴이 많이 손상되어 있었다. 공민우는 김치집을 운영하면서 자신의 김치집 번영을 위해 기용한 식파라치를 살해한 죄목으로 경찰에 검거된다.
- 오 숙수

주연최불암
오봉주의 아버지.

### 기타
- 테드 오 : 부대찌개 이야기에 나온 학자이다.한국이름은 오기영. 한국에서 어린시절을 보내고, 주한미군의 배려로 미국에서 유학한 박사. 박정희 군사독재정권의 개발독재를 생태의 조화를 무시한 반(反)생태 정책이라고 논박하는 생태주의 지식인이다. 강연을 하기 위해 방문한 한국에서 성찬의 도움으로 어릴 적에 먹던 부대찌개와 비슷한 맛의 부대찌개를 먹으며, 생계를 위해 하우스보이로 일하던 주한미군 부대에서 얻어온 햄과 소시지로 이웃 아줌마가 부대찌개를 정성껏 끓여 주시던 어린 시절의 소중한 기억을 기억해 낸다.
- 진원 : 성찬의 조카인 총각. 대학교를 졸업한 후에 취직을 하지 못한다.(청년실업) 사회에 불만이 많던 진원은 성찬과 오봉주 숙수의 자반고등어 만들기 대결, 자반고등어에 소금을 뿌리는 기술을 가진 간잽이인 이동삼 씨(경상북도 안동시 사람이라 안동지역 방언으로써 대사를 씀. 방언을 한국어가 각 지역마다 다르게 파생한 국어의 전통으로써 존중하는 허영만 화백의 생각이 담긴 대사. 그외 전라도 사람은 전라도 방언, 부산 사람은 부산 방언, 강원도 사람은 강원도 방언, 평안도 사람은 평안도 방언, 충청도 사람은 충청도 방언, 경상남도 거제 사람은 거제 방언으로 씀.), 운암정 조리 노동자의 해박한 요리 지식(옆에서 듣던 운암정 조리노동자들이 오봉주 숙수의 뒤를 잇는 후계자가 되겠다고 감탄한다.)를 보면서, 마음의 답답함을 풀고 이력서와 자기소개서를 다시 쓴다. 하지만 "명문대를 나오지 않은 설움"은 블라인드 채용을 대안으로 마련할 정도로 뿌리깊은 학벌주의가 있는 현실을 반영한 대사이고, "그런 회사는 다니기 싫은데"라면서 이력서를 대충 써서 보내라고 친구에게 말하는 장면은 대기업과 중소기업의 임금격차와 같은 노동시장 이중화 또는 분절 등 청년들의 중소기업 기피의 원인 등을 생각하지 못한 대사이다. 더구나 청년들이 능력에 걸맞은 일자리를 구하지 못하는 시대에, 이력서와 자기소개서를 대충 써서 보내는 청년은 없을 것이다.
- 평안도 부부: 평안도에서 내려온 노부부. 자식으로는 아들이 있다. 나와 다름을 존중하는 너그러운 분들이다. 함경도 김치와 며느리가 만드는 충청도 김치는 사실 맛의 차이가 있으니 불편했을 것이었다. 그런데 두분 모두 며느리가 담근 김장김치를 잡숫고는 "너, 김장 첨 담그는 것 맞네?선수다! 선수!", "(시어머니가 노환으로 입원한 병원환자들과 보호자들에게)맞보시라요!우리 며늘아기가 만든 김치라요!(일본의 언어학자 오구라 신페이가 분류한 한국의 방언중에서 평안도 방언은 표준어(입니다)와 달리 문장을 끝내는 종결어미가 "-라요"이다.)","임자가 만드는 김치는 더 이상 안 먹을 거이야"라면서 감탄하며 칭찬한다. 충청도 사돈어른들을 레스토랑에서 만날 때에도 격식보다는 자유로움을 좋아하는 사돈어른을 보면서 자신과 삶의 자리가 다름을 불편해하기보다는,사돈어른과 똑같이 자유롭게 잡수셨다. 며느리는 시아버지의 너그러움이 감사해서 잘 섬기겠다고 마음먹었단다.며느리의 직업은 초등학교학생들의 방과후수업 학원 강사이다.(Thank you pa.)
- 대기업 구내식당 조리노동자  : 대기업 구내식당에서 일하는 조리노동자이다. 회장의 비서를 짝사랑하는데, 성격이 소심해서 마음앓이를 한다. 성찬의 도움말대로 조갯국, 부추전, 쑥버무리, 꽃비빔밥과 같은 음식과 편지를 준비했고, 비서도 꽃비빔밥과 꽃에 올린 아이스크림을 먹음과 애인의 배신으로 마음이 상해 거식증에  빠진 마음을 고침으로써 그의 마음을 헤아린다. 하지만 비서는 자신을 배신한 전 애인을 용서하여 사랑을 이루지는 못한다.
- 나길태 : 고3 시절 내내 성찬을 괴롭혔던 일명 일진. 가방 들리기, 물 떠다주기 등 온갖 잡일을 성찬에게 시켰다. 그러던 어느 날 성찬의 모친이 자식이 심부름꾼 노릇을 하는 걸 목격한다. 이에 분노한 성찬은 실한 나무 막대를 준비하여 나길태에게 대항하지만 나길태에게 오히려 폭행을 당한다. 이로 인해 나길태는 퇴학을 당하고 10여년이 지난 동창회 자리에서 그를 다시 재회한다. 선생과 친구들에게 무례한 짓을 저지르고 회장을 나가는 길태를 성찬은 병을 들고 뛰어가 머리를 치려고 하지만 밖에서 대기한 나길태 휘하 조직 폭력배들을 보고 단념한다.

## 에피소드
| 횟수  | 제목 (서브 타이틀)               | 연재 일자                  | 비고                                                    | 단행본 |
| ----- | -------------------------------- | -------------------------- | ------------------------------------------------------- | ------ |
| 1화   | 어머니의 쌀                      | 2002년 9월 2일~            |                                                         | 1권    |
| 2화   | 고추장 굴비                      |                            |                                                         | 1권    |
| 3화   | 가을 전어 맛은 깨가 서 말        |                            |                                                         | 1권    |
| 4화   | 36.2.0.60                        |                            |                                                         | 1권    |
| 5화   | 밥상의 주인                      |                            |                                                         | 1권    |
| 6화   | 부대찌개                         |                            |                                                         | 2권    |
| 7화   | Thanks Pa                        |                            |                                                         | 2권    |
| 8화   | 대령숙수                         |                            |                                                         | 2권    |
| 9화   | 아버지와 아들                    |                            |                                                         | 2권    |
| 10화  | 고구마                           |                            |                                                         | 2권    |
| 11화  | 아롱사태 편                      |                            |                                                         | 3권    |
| 12화  | 숯불구이 편                      |                            |                                                         | 3권    |
| 13화  | 대분할 정형 편                   |                            |                                                         | 3권    |
| 14화  | 소매 상품 만들기 편              |                            |                                                         | 3권    |
| 15화  | 비육우 편                        |                            |                                                         | 3권    |
| 16화  | 청국장                           |                            |                                                         | 4권    |
| 17화  | 소금 이야기                      |                            |                                                         | 4권    |
| 18화  | 콩국수                           |                            |                                                         | 4권    |
| 19화  | 천렵                             |                            |                                                         | 4권    |
| 20화  | 삼계탕                           |                            |                                                         | 4권    |
| 21화  | 반딧불이                         |                            |                                                         | 5권    |
| 22화  | 매생이의 계절                    |                            |                                                         | 5권    |
| 23화  | 식사의 고통                      |                            |                                                         | 5권    |
| 24화  | 탁주                             |                            |                                                         | 5권    |
| 25화  | 청주의 마음                      |                            |                                                         | 5권    |
| 26화  | 마지막 김장                      |                            |                                                         | 6권    |
| 27화  | 구룡포 이야기                    |                            |                                                         | 6권    |
| 28화  | 여기는 8000m                     |                            |                                                         | 6권    |
| 29화  | 빙어 이야기                      |                            |                                                         | 6권    |
| 30화  | 대게 승부                        |                            |                                                         | 6권    |
| 31화  | 남새와 푸새                      |                            |                                                         | 7권    |
| 32화  | 1년에 딱 3일                     |                            |                                                         | 7권    |
| 33화  | 요리하는 남자                    |                            |                                                         | 7권    |
| 34화  | 식객여행                         |                            |                                                         | 7권    |
| 35화  | 봄이 오는 소리                   |                            |                                                         | 7권    |
| 36화  | 죽음과 맞바꾸는 맛               |                            |                                                         | 8권    |
| 37화  | 과하주                           |                            |                                                         | 8권    |
| 38화  | 애드 리브                        |                            |                                                         | 8권    |
| 39화  | 제호탕                           |                            |                                                         | 8권    |
| 40화  | 1+1+1+1                          |                            |                                                         | 8권    |
| 41화  | 갓김치                           |                            |                                                         | 9권    |
| 42화  | 홍어를 찾아서                    |                            |                                                         | 9권    |
| 43화  | 한과                             |                            |                                                         | 9권    |
| 44화  | 미역국                           |                            |                                                         | 9권    |
| 45화  | 참새구이                         |                            |                                                         | 9권    |
| 46화  | 자반고등어                       |                            |                                                         | 10권   |
| 47화  | 요리사의 사랑                    |                            |                                                         | 10권   |
| 48화  | 콩나물을 닮은 여인               |                            |                                                         | 10권   |
| 49화  | 콩나물 국밥                      |                            |                                                         | 10권   |
| 50화  | 정어리쌈                         |                            |                                                         | 10권   |
| 51화  | 24시간의 승부                    |                            |                                                         | 11권   |
| 52화  | 장마                             |                            |                                                         | 11권   |
| 53화  | 도시의 수도승                    |                            |                                                         | 11권   |
| 54화  | 가족                             |                            |                                                         | 11권   |
| 55화  | 식탁 위의 정물화                 |                            |                                                         | 11권   |
| 56화  | 빈대떡                           |                            |                                                         | 12권   |
| 57화  | 완벽한 음식                      |                            |                                                         | 12권   |
| 58화  | 진수 성찬 옥자                   |                            |                                                         | 12권   |
| 59화  | 연어                             |                            |                                                         | 12권   |
| 60화  | 메밀묵                           |                            |                                                         | 12권   |
| 61화  | 소 내장에 대하여                 |                            |                                                         | 13권   |
| 62화  | 궁중떡볶이                       |                            |                                                         | 13권   |
| 63화  | 겨울 피라미                      |                            |                                                         | 13권   |
| 64화  | 식혜                             |                            |                                                         | 13권   |
| 65화  | 만두                             |                            |                                                         | 13권   |
| 66화  | 대구                             |                            |                                                         | 14권   |
| 67화  | 김치찌개                         |                            |                                                         | 14권   |
| 68화  | 김                               |                            |                                                         | 14권   |
| 69화  | 우럭젓국                         |                            |                                                         | 14권   |
| 70화  | 닭강정                           |                            |                                                         | 14권   |
| 71화  | 두당                             |                            |                                                         | 15권   |
| 72화  | 족발                             |                            |                                                         | 15권   |
| 73화  | 순대일기                         |                            |                                                         | 15권   |
| 74화  | 돼지머리                         |                            |                                                         | 15권   |
| 75화  | 돼지국밥                         |                            |                                                         | 15권   |
| 76화  | 오미자 화채                      |                            |                                                         | 16권   |
| 77화  | 송편                             |                            |                                                         | 16권   |
| 78화  | 망둥어                           |                            |                                                         | 16권   |
| 79화  | 집단 가출                        |                            |                                                         | 16권   |
| 80화  | 두부의 모든 것                   |                            |                                                         | 16권   |
| 81화  | 어리굴젓                         |                            |                                                         | 17권   |
| 82화  | 두 번째 식객 여행                |                            |                                                         | 17권   |
| 83화  | 대장간의 하루                    |                            |                                                         | 17권   |
| 84화  | 마산 아귀짐                      |                            |                                                         | 17권   |
| 85화  | 봄,봄,봄                         |                            |                                                         | 17권   |
| 86화  | 말날                             | 2007년 4월 6일~4월 27일    |                                                         | 18권   |
| 87화  | 닭 한마리                        | 2007년 4월 30일~5월 8일    |                                                         | 18권   |
| 88화  | 미나리                           | 2007년 5월 9일~5월 21일    | 5월 22일부터 6월 1일까지 관계로 쉬었음.                 | 18권   |
| 89화  | 불고기 그리고 와인               | 2007년 6월 2일~6월 20일    |                                                         | 18권   |
| 90화  | 아버지와 바다                    | 2007년 6월 23일~7월 6일    |                                                         | 18권   |
| 91화  | 면의 세계                        | 2007년 7월 9일~7월 22일    |                                                         | 19권   |
| 92화  | 잔치국수                         | 2007년 7월 23일~8월 5일    |                                                         | 19권   |
| 93화  | 올챙이국수                       | 2007년 8월 6일~8월 20일    |                                                         | 19권   |
| 94화  | 막국수                           | 2007년 8월 21일~9월 18일   |                                                         | 19권   |
| 95화  | 자장 3대                         | 2007년 9월 21일~10월 12일  |                                                         | 19권   |
| 96화  | 어머니의 동동주                  | 2007년 10월 15일~10월 29일 |                                                         | 20권   |
| 97화  | 설락주                           | 2007년 10월 30일~11월 12일 |                                                         | 20권   |
| 98화  | 소주의 눈물                      | 2007년 11월 13일~11월 28일 |                                                         | 20권   |
| 99화  | 국민주                           | 2007년 12월 3일~12월 13일  |                                                         | 20권   |
| 100화 | 할아버지의 금고                  | 2007년 12월 14일~12월 27일 | 12월 28일부터 1월 31일까지 관계로 쉬었음.               | 20권   |
| 101화 | 설날 떡국                        | 2008년 2월 1일~2월 28일    |                                                         | 21권   |
| 102화 | 호떡                             | 2008년 2월 29일~           |                                                         | 21권   |
| 103화 | 가자미 식해                      |                            |                                                         | 21권   |
| 104화 | 황태                             |                            |                                                         | 21권   |
| 105화 | 아, 서해안!                      |                            |                                                         | 21권   |
| 106화 | 병원의 만찬                      |                            |                                                         | 22권   |
| 107화 | 올갱이 국                        |                            |                                                         | 22권   |
| 108화 | 은어 수방 향기                   |                            |                                                         | 22권   |
| 109화 | 보리밥, 열무김치                 |                            |                                                         | 22권   |
| 110화 | 갯장어                           |                            |                                                         | 22권   |
| 111화 | 꿀 1kg은 꽃 560만송이            |                            |                                                         | 23권   |
| 112화 | 황포묵                           |                            |                                                         | 23권   |
| 113회 | 비빔밥 또는 비빌밥               |                            |                                                         | 23권   |
| 114회 | 양식 광어                        |                            |                                                         | 23권   |
| 115회 | 돼지껍데기                       |                            |                                                         | 23권   |
| 116화 | 학꽁치                           | 2008년 12월 3일~12월 17일  | 연재 종료 (그 후, 연재를 2009년 3월 16일부터 다시 연재) | 24권   |
| 117화 | 김치찜                           | 2009년 3월 16일~3월 25일   | (연재 복귀 작품)                                        | 24권   |
| 118화 | 엿                               | 2009년 3월 26일~4월 13일   |                                                         | 24권   |
| 119화 | 소갈비                           |                            |                                                         | 24권   |
| 120화 | 동래파전                         |                            |                                                         | 24권   |
| 121화 | 키조개                           |                            |                                                         | 25권   |
| 122화 | 팥칼국수                         |                            |                                                         | 25권   |
| 123화 | 1122                             |                            |                                                         | 25권   |
| 124화 | 이바지                           |                            |                                                         | 25권   |
| 125화 | 소금의 계절                      |                            |                                                         | 25권   |
| 126화 | 뼈다귀 해장국                    |                            |                                                         | 26권   |
| 127화 | 민어                             |                            |                                                         | 26권   |
| 128화 | 은행                             |                            |                                                         | 26권   |
| 129화 | 하루 세 가지 맛                  |                            |                                                         | 26권   |
| 130화 | 세 번째 식객 여행, 집들이        |                            |                                                         | 26권   |
| 131화 | 냉면 여행기 - 진주냉면 편        |                            |                                                         | 27권   |
| 132화 | 냉면 여행기 - 승소(僧笑) 냉면 편 |                            |                                                         | 27권   |
| 133화 | 냉면 여행기 - 평양냉면 편        |                            |                                                         | 27권   |
| 134화 | 냉면 여행기 - 함흥냉면 편        |                            |                                                         | 27권   |
| 135화 | 밀면                             |                            | [2010 3월 9일자로 완결]                                 | 27권   |

## 출판 단행본 목록
- 《식객 1 - 맛의 시작》, 김영사, 2003년, ISBN 89-349-1344-4
- 《식객 2 - 진수성찬을 차려라》, 김영사, 2003년, ISBN 89-349-1345-2
- 《식객 3 - 소고기 전쟁》, 김영사, 2003년, ISBN 89-349-1346-0 , 소고기 백화점 납품업체들이 백화점 독점납품을 가지고 자웅을 겨룬다.
- 《식객 4 - 잊을 수 없는 맛》, 김영사, 2003년, ISBN 89-349-1347-9
- 《식객 5 - 술의 나라》, 김영사, 2003년, ISBN 89-349-1348-7
- 《식객 6 - 마지막 김장》, 김영사, 2004년, ISBN 89-349-1497-1
- 《식객 7 - 요리하는 남자》, 김영사, 2004년, ISBN 89-349-1498-X , 대기업 구내식당에서 일하는 요리사의 봄처럼 생기발랄한 첫 사랑 이야기.
- 《식객 8 - 죽음과 맞바꾸는 맛》, 김영사, 2004년, ISBN 89-349-1499-8 , 복어 이야기. 공민우의 음모가 성찬에 의해 밝혀진다.
- 《식객 9 - 홍어를 찾아서》, 김영사, 2005년, ISBN 89-349-1500-5
- 《식객 10 - 자반고등어 만들기》, 김영사, 2005년, ISBN 89-349-1501-3 , 청년실업으로 마음이 위축되어 자신과 여자친구에게 말로 상처를 주던 성찬의 사촌동생이 성찬의 자반고등어 만들기를 지켜보면서 기운을 찾는 이야기.
- 《식객 11 - 도시의 수도승》, 김영사, 2006년, ISBN 89-349-2153-6 , 보디빌더 이야기. 실제로 활동하는 보디빌더를 모델로 하였다.
- 《식객 12 - 완벽한 음식》, 김영사, 2006년, ISBN 89-349-2154-4
- 《식객 13 - 만두처럼》, 김영사, 2006년, ISBN 89-349-2252-4, 노숙인들에게 대접할 만두를 만드는 이야기.
- 《식객 14 - 김치찌개 맛있게 만들기》, 김영사, 2006년, ISBN 89-349-2253-2
- 《식객 15 - 돼지고기 열전》, 김영사, 2006년, ISBN 89-349-2389-X
- 《식객 16 - 두부 대결》, 김영사, 2007년, ISBN 978-89-349-2610-8 , 성찬과 오봉주 숙수가 두부 대결을 벌인 이야기. 이승만 독재정권의 사회주의 탄압으로 아저씨와 사별한 강릉 초당의 부인들이 두부를 만들면서 초당두부가 유명해진 이야기등 두부에 얽힌 이야기들이 소개된다.
- 《식객 17 - 원조 마산 아귀찜》, 김영사, 2007년, ISBN 978-89-349-2611-5 , 김진수 기자가 마산에서 아귀찜을 취재하는 이야기.
- 《식객 18 - 장 담그는 날》, 김영사, 2007년, ISBN 978-89-349-2704-4 , 어느 가족이 장을 담그는 이야기. 장과 관련된 전통들이 소개된다.
- 《식객 19 - 국수 완전정복》, 김영사, 2008년, ISBN 978-89-349-2786-0
- 《식객 20 - 국민주 탄생》, 김영사, 2008년, ISBN 978-89-349-2874-4
- 《식객 21 - 가자미식해를 아십니까?》, 김영사, 2008년 ISBN 978-89-349-3047-1
- 《식객 22 - 임금님 밥상》, 김영사, 2008년 ISBN 978-89-349-3206-2
- 《식객 23 - 아버지의 꿀단지》, 김영사, 2009년 ISBN 978-89-349-3320-5
- 《식객 24 - 동래파전 맛보러 간다》, 김영사, 2009년 ISBN 978-89-349-3536-0
- 《식객 25 - 소금의 계절》, 김영사, 2009년 ISBN 978-89-349-3579-7 , 전라남도 신안군에서 소금을 만드는 염전 할아버지 이야기.
- 《식객 26 - 진수 성찬의 집들이 날》, 김영사, 2010년 ISBN 978-89-349-3711-1
- 《식객 27(완결) - 팔도 냉면 기행기》, 김영사, 2010년 ISBN 978-89-349-3856-9

## 같이 보기
- 식객 (영화)
- 식객 (드라마)
- 식객: 김치전쟁